# Ophelia Pastrana
Ophelia Pastrana, nata Mauricio Francisco Pastrana Ardila (4 ottobre 1982), è un'attivista, comica ed economista colombiana naturalizzata messicana.
La sua transizione di genere ha avuto luogo il 10 maggio 2012, nonostante sia membro di famiglie che rappresentano il partito conservatore colombiano - che comprende l'ex presidente Andrés Pastrana. È nota per il suo attivismo a favore dei diritti LGBT.

## Carriera
È stata relatrice e docente in materia di social network e diritti LGBT. È riconosciuta ed apprezzata per le sue presentazioni su palcoscenici come il TEDx Talks e Campus Party.
Nasce come comica nel 2017 con lo stand-up "La Explicatriz", uno spettacolo di improvvisazione in cui il pubblico suggerisce i temi che daranno forma allo show.
Nel 2014, Business Insider l'ha inclusa tra le 100 donne più influenti nel campo della tecnologia su Twitter. Nel 2017 è stata considerata una delle 100 donne più potenti in Messico secondo la rivista Forbes.